# Малая Осинка (приток Осинки)
Малая Осинка — река в России, протекает в Киришском районе Ленинградской области и в Чудовском районе Новгородской области. Устье реки находится в 5 км по правому берегу реки Осинка. Длина реки составляет 12 км.

## Данные водного реестра
По данным государственного водного реестра России относится к Балтийскому бассейновому округу, водохозяйственный участок реки — Волхов, речной подбассейн реки — Волхов. Относится к речному бассейну реки Нева (включая бассейны рек Онежского и Ладожского озера).
Код объекта в государственном водном реестре — 01040200612102000018974.